# Comuna Kršan, Istria
Kršan este o comună în cantonul Istria, Croația, având o populație de 2.951 de locuitori (2011).

## Demografie
Componența etnică a comunei Kršan
     Croați (72,55%)
     Bosniaci (7,35%)
     Sârbi (1,22%)
     Necunoscut (1,19%)
     Neclasificat (17,08%)
Componența confesională a comunei Kršan
     Catolici (85,8%)
     Musulmani (7,96%)
     Fără religie și atei (2,81%)
     Ortodocși (1,52%)
     Necunoscută (1,66%)
     Alte religii (0,24%)
Conform recensământului din 2011, comuna Kršan avea 2.951 de locuitori. Din punct de vedere etnic, majoritatea locuitorilor (72,55%) erau croați, existând și minorități de afiliați religios (15,38%), bosniaci (7,35%) și sârbi (1,22%). Apartenența etnică nu este cunoscută în cazul a 1,19% din locuitori. Din punct de vedere confesional, majoritatea locuitorilor (85,8%) erau catolici, existând și minorități de musulmani (7,96%), persoane fără religie și atei (2,81%) și ortodocși (1,52%). Pentru 1,66% din locuitori nu este cunoscută apartenența confesională.